# Grameen Bank
El Grameen Bank és una organització dedicada a la concessió de microcrèdits, que fou fundada a Bangladesh el 1976 per Muhammad Yunus. L'organització i el seu fundador foren guardonats amb el Premi Nobel de la Pau de 2006, pels esforços fets en favor del desenvolupament social i econòmic dels més desafavorits.
El funcionament del banc és senzill: grups de cinc persones reben diners en préstec, amb molt pocs requisits, però el grup sencer perd la possibilitat de nous crèdits si un d'ells no aconsegueix cancel·lar-ne la seva part. Això crea incentius econòmics per tal que el grup actuï de forma responsable, fent que el banc resulti econòmicament viable. La majoria de clients del banc són dones i més del noranta per cent dels crèdits són retornats.